# Melittia brabanti
Melittia brabanti is een vlinder uit de familie wespvlinders (Sesiidae), onderfamilie Sesiinae.
Melittia brabanti is voor het eerst wetenschappelijk beschreven door Le Cerf in 1917. De soort komt voor in het Neotropisch gebied.